# Biogeochemische kringloop
Biogeochemische kringlopen zijn de verplaatsing, omzetting en transformatie van chemische elementen en verbindingen door systeem Aarde. Elementen als koolstof, stikstof en water 'bewegen' zich via een onafgebroken cyclus door verschillende stadia en reservoirs zoals de biosfeer (levende organismen), de troposfeer, de hydrosfeer (rivieren en oceanen), de cryosfeer (al het landijs), de bodems (pedosfeer) en de vaste aardkorst. De omloop van materie en energie door biotische en abiotische compartimenten is een belangrijk onderzoeksgebied in de ecologie.
De kringlopen zijn vernoemd naar de stoffen die ze beschrijven. De belangrijkste biogeochemische cycli zijn de koolstofkringloop, stikstofkringloop en waterkringloop. Zo beschrijft de waterkringloop hoe water in de natuur steeds opnieuw wordt vrijgemaakt en - vaak door een andere gebruiker - weer wordt opgenomen. Alle bouwstoffen worden voortdurend hergebruikt. In sommige kringlopen zijn er reservoirs waar een substantie voor een lange tijd verblijft, zoals gesteenten – met daarin aardolie en steenkool – in de koolstofkringloop, een oceaan of een meer in de waterkringloop.
Er zijn biogeochemische cycli voor veel andere elementen, zoals voor zuurstof, waterstof, fosfor, calcium, ijzer, zwavel en seleen. Er zijn ook cycli voor moleculen, zoals water en silica. Daarnaast zijn er macroscopische cycli, zoals de gesteentecyclus, en door de mens voortgebrachte cycli voor synthetische verbindingen, bijvoorbeeld die van polychloorbifenyl. In sommige cycli komen geologische reservoirs voor waar stoffen voor lange tijd blijven liggen.

## Overzicht
In de koolstofcyclus wordt atmosferische koolstofdioxide bijvoorbeeld door planten vastgelegd via fotosynthese. De vastgelegde koolstof wordt uiteindelijk weer vrijgegeven in de atmosfeer via decompositie van het plantaardig materiaal. In de stikstofcyclus wordt atmosferisch stikstofgas door planten omgezet in bruikbare vormen zoals nitraten via stikstoffixatie. Deze verbindingen kunnen door andere organismen worden gebruikt. Stikstof wordt teruggegeven aan de atmosfeer via onder meer denitrificatie. 
Een overzicht van de belangrijkste biogeochemische kringlopen:
- de waterkringloop, ook hydrologische- of watercyclus, alle processen waarbij water door de hydrosfeer circuleert
- de gesteentecyclus, de processen in en op de aardkorst
- nutriëntenkringloop
  - de stikstofkringloop, de omzetting van stikstofverbindingen in de atmosfeer, planten, de bodem en biomassa
  - de fosforkringloop
  - de zwavelkringloop
- de koolstofkringloop en de energiekringloop, door fotosynthetische opname en vastlegging van zonne-energie als chemische energie in koolstofverbindingen.

Diagrammen van de biogeochemische kringlopen
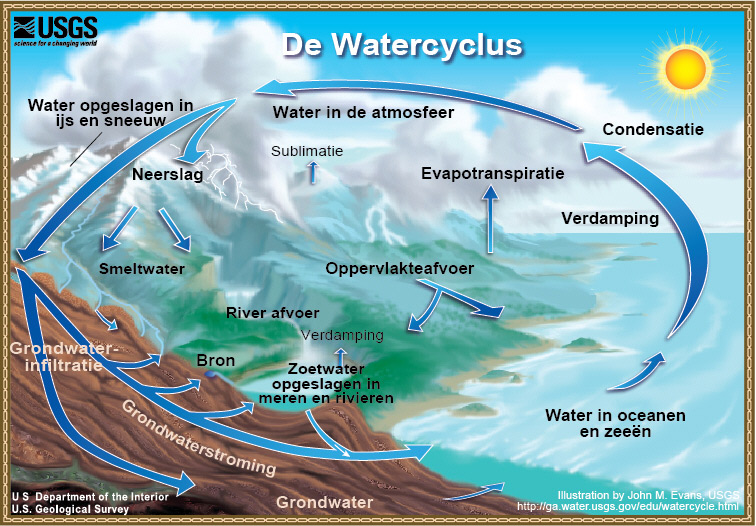
Waterkringloop
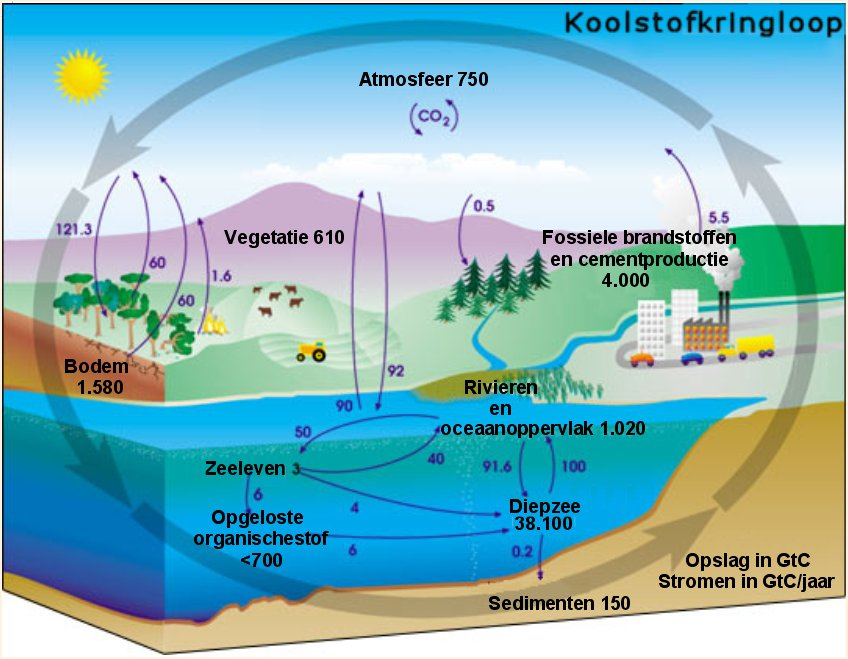
Koolstofkringloop
Zuurstofkringloop

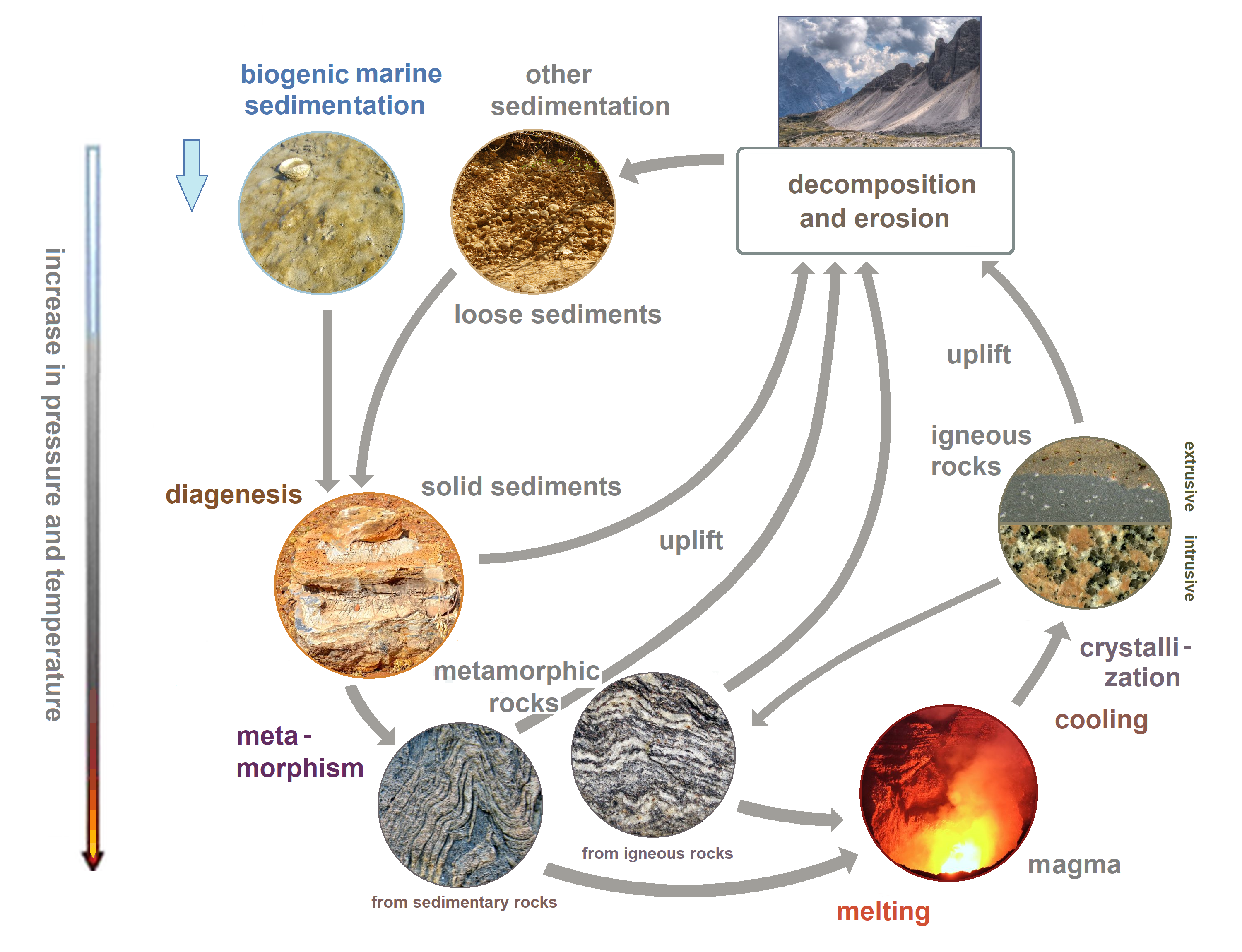
Gesteentecyclus
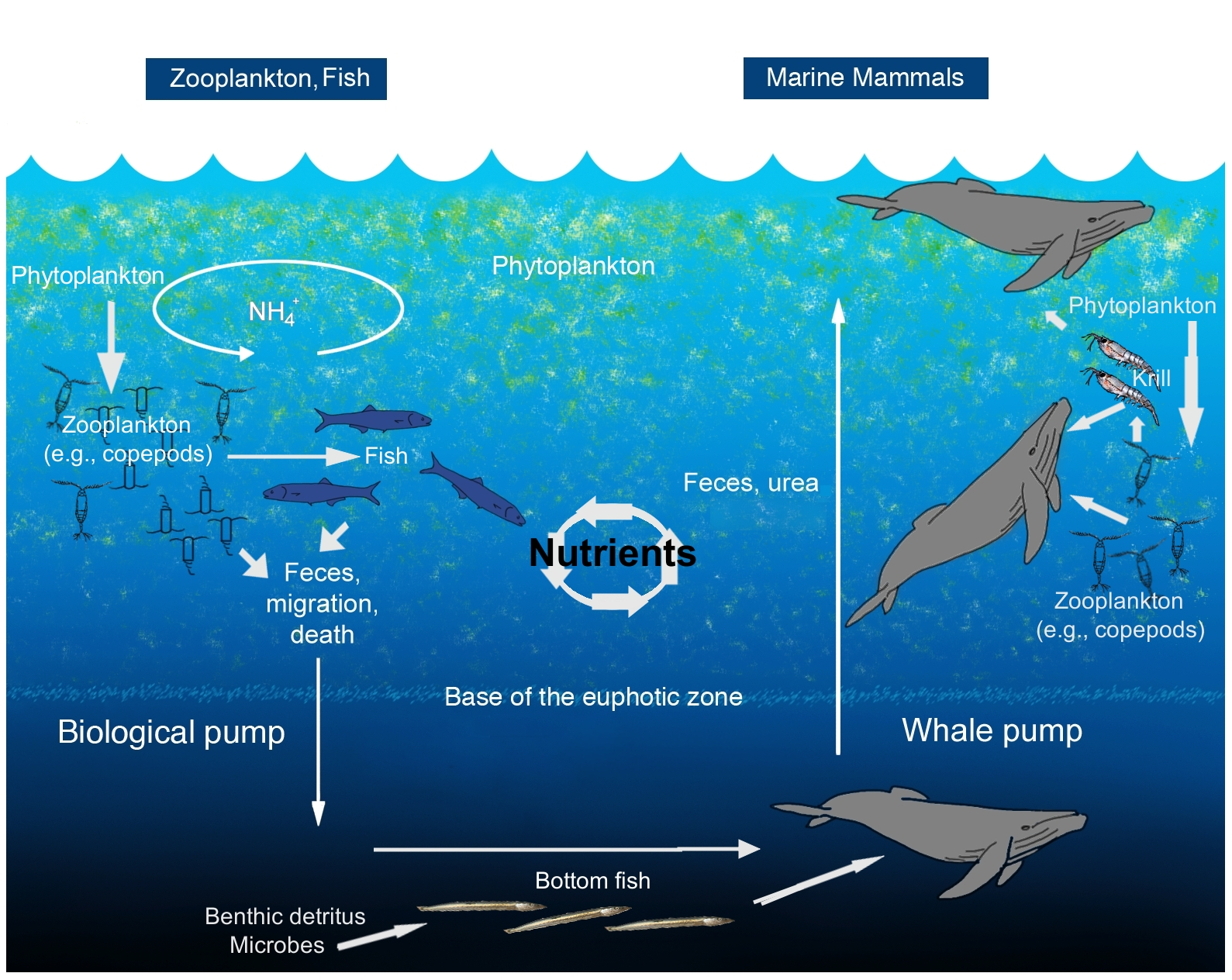
Nutriëntenkringloop
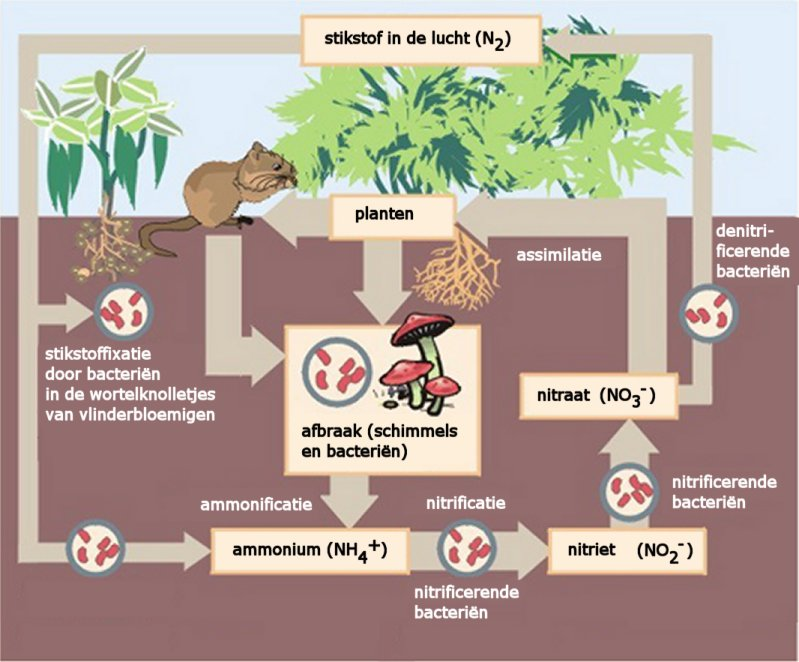
Stikstofkringloop

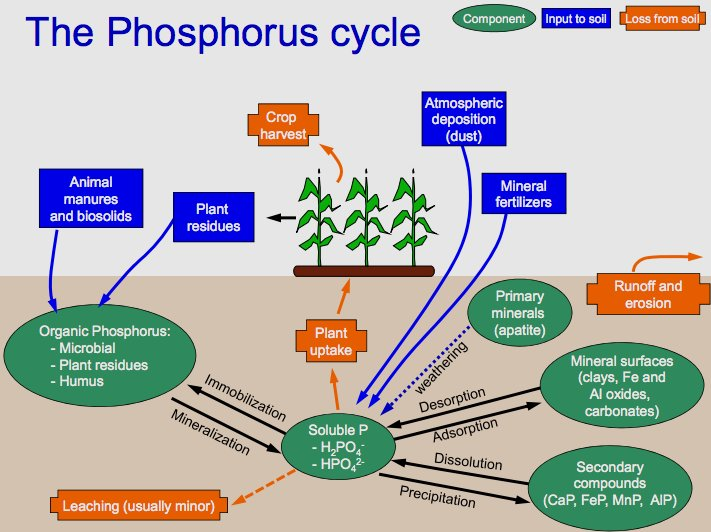
Fosforkringloop
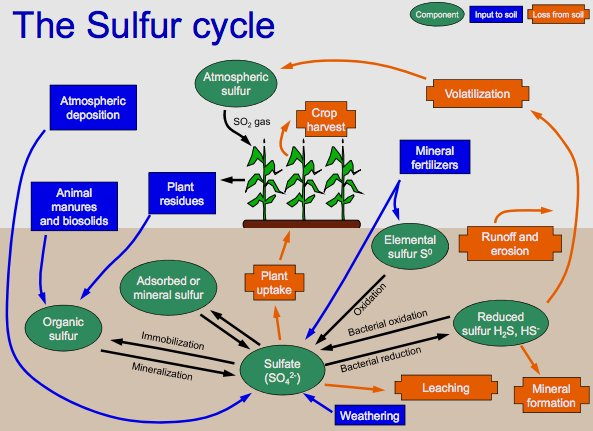
Zwavelkringloop